# Brett DiBiase
Brett DiBiase (Clinton, 16 de março de 1988) é um ex-lutador de wrestling profissional estadunidense. Trabalhava  para a WWE, lutando no território de desenvolvimento, Florida Championship Wrestling. Ele já foi Campeão Floridense de Duplas com Joe Hennig como The Fortunate Sons.
DiBiase é a terceira geração de uma família de lutadores: seu avô "Iron" Mike DiBiase e sua avó Helen Hild, e seu pai, "The Million Dollar Man" Ted DiBiase, foram lutadores profissionais. Os irmãos mais velhos de Brett, Mike e Ted Jr., também são lutadores.

## World Wrestling Entertainment / WWE

### Florida Championship Wrestling (2008–2011)
DiBiase estreou no território de desenvolvimento da WWE, Florida Championship Wrestling (FCW), na metade de 2008. Em 9 de agosto, DiBiase derrotou Sheamus O'Shaunessy, sendo derrotado por Stu Sanders na semana seguinte. Até o fim do ano, ele continuou a lutar na FCW, competindo contra lutadores como Gavin Spears, Dolph Ziggler e Sinn Bowdee.
No começo de 2009, DiBiase passou a competir esporadicamente na FCW, mesmo em uma dupla com Maverick Darsow, em fevereiro. Ele passou a competir individualmente e em duplas, derrotando Byron Saxton no final de março. DiBiase estreou na televisão ao derrotar Dylan Klein em 17 de maio de 2009. Algumas semanas depois, DiBiase competiu em uma Battle Royal para se tornar o desafiante pelo FCW Florida Heavyweight Championship, mas acabou sendo eliminado. No episódio de 7 de junho da FCW, DiBiase perdeu para Klein, o que iniciou uma rivalidade entre os dois. Eles lutaram em numerosas ocasiões entre junho e agosto.
No pay-per-view SummerSlam em agosto de 2009, DiBiase interferiu na luta entre Randy Orton e John Cena pelo WWE Championship. Na noite seguinte, DiBiase apareceu no Raw, em um segmento nos bastidores com Orton e o grupo The Legacy (Cody Rhodes e seu irmão mais velho Ted), onde explicava suas ações.
Após sua aparição no Raw, ele retornou à FCW, onde formou uma dupla com Joe Hennig conhecida como The Fortunate Sons. Em 14 de janeiro de 2010, The Fortunate Sons ganharam o FCW Florida Tag Team Championship ao derrotar The Dudebusters (Caylen Croft, Trent Barreta e Curt Hawkins). Em 13 de março, The Fortunate Sons perderam os títulos para The Uso Brothers (Jimmy e Jules). Em 8 de abril, Hennig culpou DiBiase pela derrota, marcando uma luta, que acabou em dupla desqualificação. Em 29 de abril, DiBiase e Hennig se enfrentaram novamente, mas Brett sofreu uma lesão no joelho durante a luta. Ele passou por uma cirurgia em 18 de maio. Durante sua reabilitação, DiBiase se tornou comentarista do programa de televisão da FCW.

## No wrestling

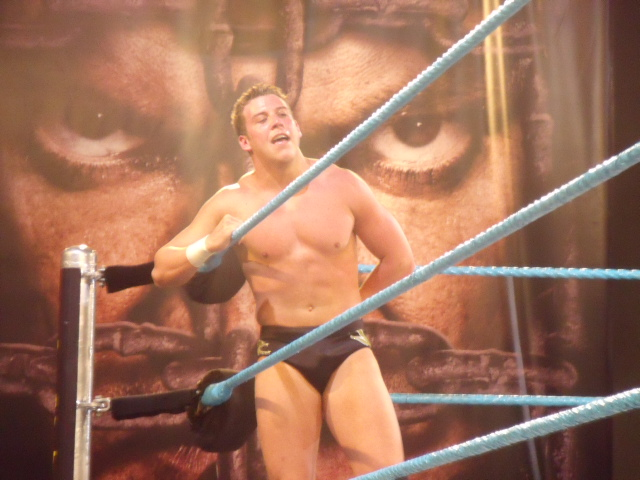
DiBiase na FCW.

- Movimentos de finalização
  - Missile dropkick[26][12]
- Movimentos secundários
  - Springboard crossbody[12][14]

## Títulos e prêmios
- Florida Championship Wrestling
  - FCW Florida Tag Team Championship (1 vez) – com Joe Hennig[3]
- Pro Wrestling Illustrated
  - PWI o colocou na #164ª posição dos 500 melhores lutadores individuais em 2010[27]